# Климович, Леонид Валентинович
Леони́д Валенти́нович Климо́вич (род. 17 октября 1962, Гомель, Белорусская ССР) — белорусский филолог, педагог, телеведущий. Известен в первую очередь как игрок «Что? Где? Когда?».

## Биография
Родился 17 октября 1962 года в Гомеле. Окончил Гомельский государственный университет. С 1984 по 1993 работал в школе (учитель, заместитель директора по воспитательной работе). С 1993 года — руководитель клуба интеллектуальных игр Гомельского Дворца пионеров, затем — клуба интеллектуальных игр «Белая Рысь».
Первый президент Белорусской лиги интеллектуальных команд (БЛИК) (с 1996 года), организатор многочисленных фестивалей интеллектуальных игр, двукратный чемпион Беларуси по спортивному «Что? Где? Когда?» и «Брэйн рингу».
С 1992 по 1997 год также участвовал в телеигре «Брэйн ринг», а с 1997 по 2004 год участвовал в «Своей игре» (5 выпусков). На Белорусском телевидении — автор и ведущий телепередач «Белая королева» (отмечена призом зрительского жюри на Международном фестивале телевизионных программ для детей и юношества в Астрахани, 1994 год), «Эрудит-лото», «Риск-версия» (1995—2000), «Эрудит-пятёрка» (телерадиокомпания «Гомель», с 2009). Автор и ведущий телеигры «Тройка» (телекомпания КРТ, 2005).
В 2007 году стал первым лауреатом национального конкурса «Внешкольник года».
Педагог высшей категории, тренер юношеских интеллектуальных команд, автор ряда учебно-методических пособий («Играем в знатоков», 2005; «Нам нужны сообразительные», «Отличаются умом и сообразительностью», 2007).
В телевизионной игре «Что? Где? Когда?» с 1981 года. В белорусской телеверсии игры — с 2009 по 2012. Обладатель «Малой хрустальной совы» (летний сезон 2009 года). Автор книги «Легенды и мифы Нескучного сада. Пристрастные мемуары о „Что? Где? Когда?“» (Гомель, Барк, 2018 г.)
С 2004 года — координатор школьного Кубка Европы по интеллектуальным играм. С 2007 года — Координатор и ведущий Чемпионата Европы среди школьников по «Что? Где? Когда?» (турнир лицензирован Международной Ассоциацией Клубов).

### Личная жизнь
Женат, двое детей.

## Премии и награды
В 1997 году назван самым азартным игроком телевизионного клуба.
Лауреат премии Международной ассоциации клубов «Что? Где? Когда?» за 2006 год в номинации «Человек года».
В 2015 году удостоен премии Международной Ассоциации Клубов «Что? Где? Когда?» имени Владимира Ворошилова "За вклад в развитие движения «Что? Где? Когда?».
В 2017 году награждён медалью «За трудовые заслуги».